# Juni 2012
Portal Geschichte | Portal Biografien | Aktuelle Ereignisse | Jahreskalender | Tagesartikel

◄ |
20. Jahrhundert |
21. Jahrhundert

◄ |
1980er |
1990er |
2000er |
2010er
| 2020er | 2030er | 2040er

◄ |
2008 |
2009 |
2010 |
2011 |
2012
| 2013 | 2014 | 2015 | 2016 | ►

◄ |
März 2012 |
April 2012 |
Mai 2012 |
Juni 2012 |
Juli 2012 |
August 2012 |
September 2012 |
►
Dieser Artikel behandelt tagesbezogene Nachrichten und Ereignisse im Juni 2012.

## Tagesgeschehen

### Freitag, 1. Juni 2012

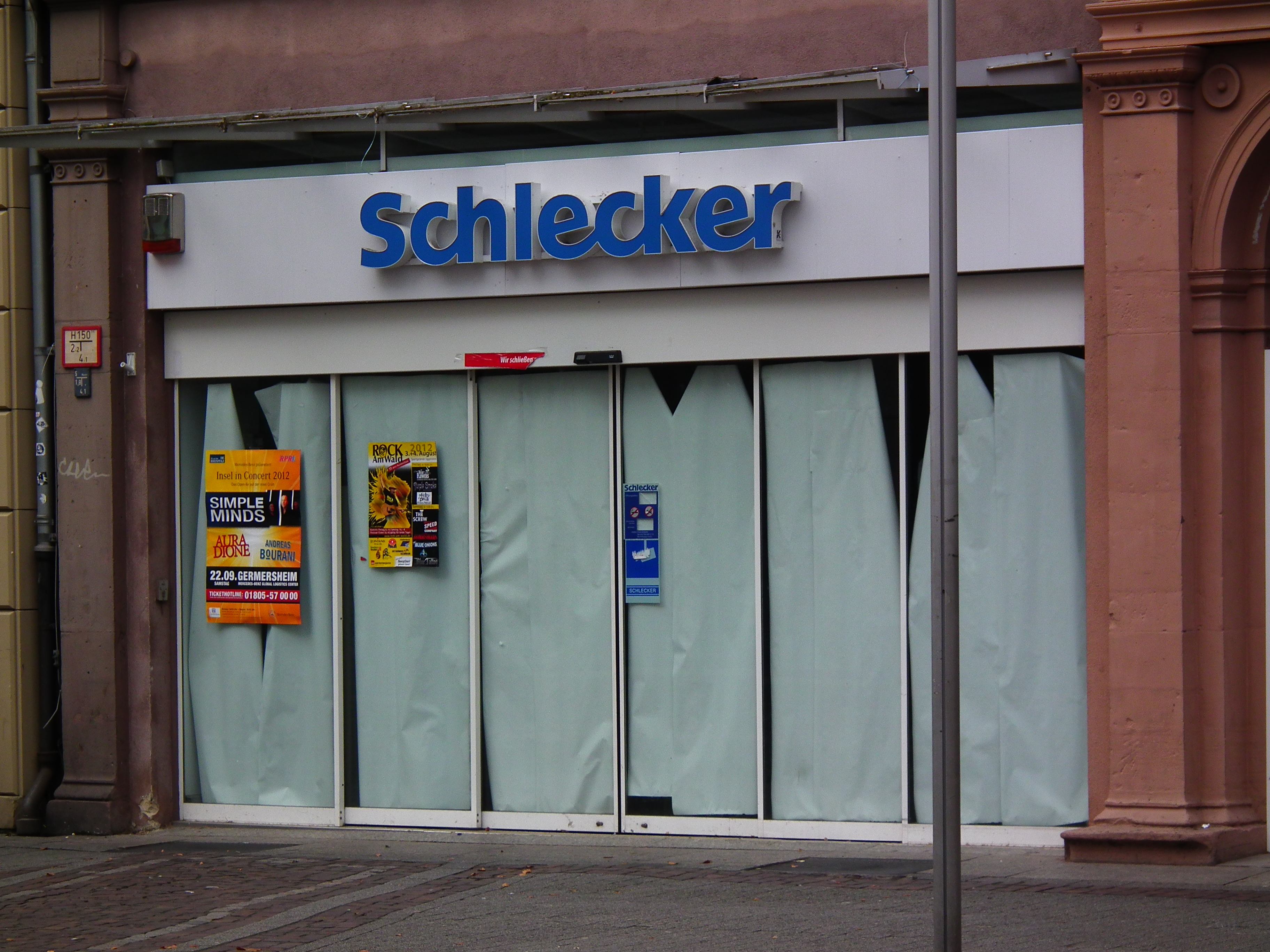
Die Kette Schlecker wird abgewickelt

- Berlin, Stuttgart/Deutschland: Die Gläubiger der insolventen Drogeriemarktkette Schlecker entscheiden sich für die Liquidation des Unternehmens, wodurch voraussichtlich mehr als 13.000 Beschäftigte ihren Arbeitsplatz verlieren werden.[1]
- Honiara/Salomonen: Beginn der Fußball-Ozeanienmeisterschaft 2012
- Toulouse/Frankreich: Thomas Enders löst Louis Gallois als neuer Chief Executive Officer beim europäischen Luft- und Raumfahrtkonzern EADS ab.[2]

### Samstag, 2. Juni 2012
- Göttingen/Deutschland: Auf dem Wahlparteitag der Linken stimmen die Delegierten für Katja Kipping und Bernd Riexinger als neue Parteivorsitzende.[3]
- Kairo/Ägypten: Im Zusammenhang mit der tödlichen Gewalt gegen Demonstranten verurteilt ein Strafgericht den früheren ägyptischen Präsidenten Husni Mubarak zu einer lebenslangen Haftstrafe.[4]
- Kiel/Deutschland: Der THW Kiel gewinnt auch das letzte Heimspiel gegen den VfL Gummersbach mit 39:29 und schließt mit seiner 17. Meisterschaft die Handball-Bundesliga-Saison 2011/2012 mit 68:0 Punkten als erster Verein im deutschen Profisport ohne Verlustpunkte ab. Bereits vorher hatte er den Titel in der Champions League und im DHB-Pokal gewonnen.[5]

### Sonntag, 3. Juni 2012
- Jerusalem/Israel: Das Land rüstet seine von Deutschland gelieferten U-Boote der Dolphin-Klasse mit nuklear bestückten Marschflugkörpern aus.[6]
- Lagos/Nigeria: Bei dem Absturz eines Passagierflugzeugs auf dicht besiedeltes Wohngebiet sterben nach Angaben von Behörden mindestens 147 Flugzeuginsassen.[7]

### Montag, 4. Juni 2012
- Deutschland: Die Dreharbeiten zu dem Psychothriller Alaska Johansson beginnen. Regie führt Achim von Borries. In den Hauptrollen sind Alina Levshin, Sebastian Schipper, Sibylle Canonica, Stipe Erceg, Alexander Held, Fritz Roth und Stefan Bissmeier zu sehen.

### Mittwoch, 6. Juni 2012

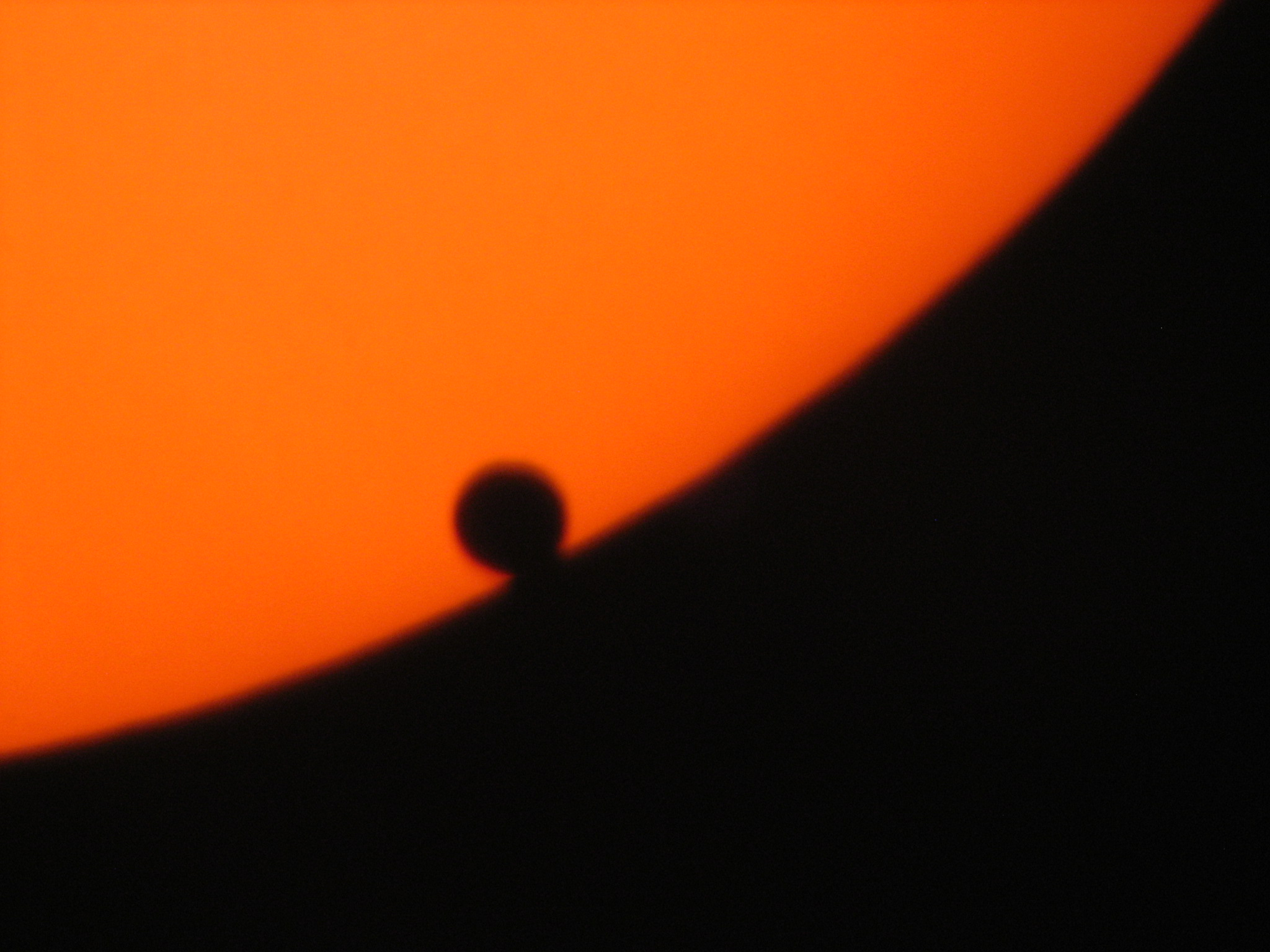
Endphase des Venustransits, gesehen von Ungarn aus

- Rabat/Marokko: Mit der Landung des Solarflugzeuges Solar Impulse in Marokko gelingt der erste Interkontinentalflug in der Geschichte des Solar-Flugzeugbaus.[8]
- Seattle / Vereinigte Staaten: International wird bekannt, dass es erstmals Wissenschaftlern in Seattle gelungen ist, das Genom eines menschlichen Embryos aus Blut und Speichel der Eltern zu entziffern, ohne dass eine Fruchtwasseruntersuchung notwendig war.[9]
- Ein Venustransit ist von weiten Teilen der Erde aus zu sehen.[10]

### Freitag, 8. Juni 2012

- Warschau/Polen: Die Fußballeuropameisterschaft in Polen und der Ukraine beginnt. Polen und Griechenland trennen sich 1:1.[11]

### Samstag, 9. Juni 2012
- Kassel/Deutschland: Eröffnung der Weltkunstausstellung dOCUMENTA (13) in Kassel.[12]
- Paris/Frankreich: Die russische Tennisspielerin Marija Scharapowa gewinnt zum ersten Mal das Finale der French Open und kann damit Einzelsiege bei allen vier Grand-Slam-Turnieren vorweisen.[13]

### Sonntag, 10. Juni 2012
- Honiara/Salomonen: Tahiti gewinnt erstmals die Fußball-Ozeanienmeisterschaft und hat sich damit auch für den Konföderationen-Pokal 2013 in Brasilien qualifiziert.
- Paris/Frankreich: Erste Runde der Parlamentswahl.[14]

### Montag, 11. Juni 2012

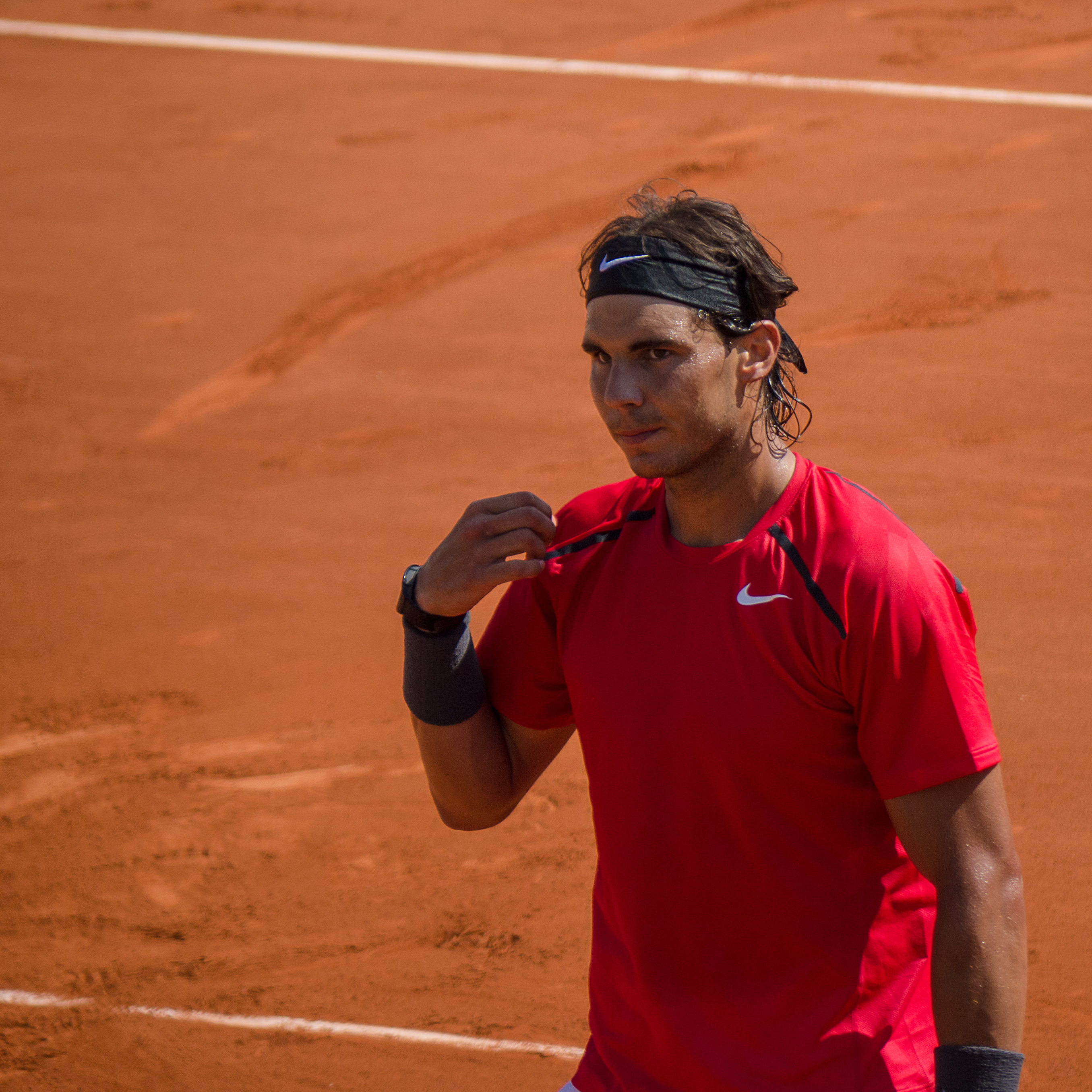
Rafael Nadal

- Los Angeles / Vereinigte Staaten: Die Los Angeles Kings gewinnen nach einem 6:1-Sieg gegen die New Jersey Devils zum ersten Mal den Stanley Cup.[15]
- Paris/Frankreich: Der Spanier Rafael Nadal gewinnt als erster Tennisspieler zum siebten Mal das Herren-Finale der French Open.[16]

### Dienstag, 12. Juni 2012
- Kiel/Deutschland: Der Landtag von Schleswig-Holstein wählt Torsten Albig (SPD) mit 37 Stimmen bei 30 Gegenstimmen zum neuen Ministerpräsidenten.[17]

### Mittwoch, 13. Juni 2012
- Bagdad/Irak: Bei einer Serie von Bombenanschlägen sterben 84 Menschen und mehr als 300 Menschen werden verletzt.[18]

### Donnerstag, 14. Juni 2012
- Deutschland: Bei groß angelegten Razzien in sieben Bundesländern durchsucht die Polizei Objekte radikaler Salafisten. Gleichzeitig verbietet Bundesinnenminister Hans-Peter Friedrich das salafistische Netzwerk „Millatu Ibrahim“.[19]
- Kairo/Ägypten: Das Verfassungsgericht erklärt die Ergebnisse der Parlamentswahl für ungültig.[20]
- Leipzig/Deutschland: Der Gründer und Betreiber der illegalen Video-on-Demand-Website Kino.to wird vom Landgericht zu viereinhalb Jahren Haft verurteilt.[21]

### Freitag, 15. Juni 2012

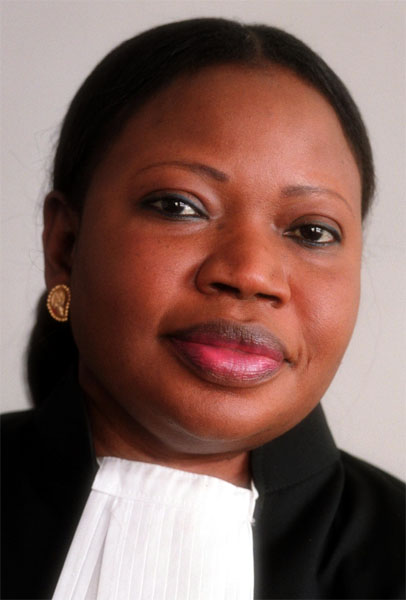
Fatou Bensouda (2008)

- Berlin/Deutschland: Die Hochschul-Exzellenzinitiative von Bund und Ländern nimmt die Humboldt-Universität zu Berlin, die Universität Bremen, die TU Dresden, die Universität zu Köln und die Eberhard Karls Universität Tübingen auf. Die Universitäten von Freiburg, Göttingen und das Karlsruher Institut für Technologie verlieren den Elite-Status.[22]
- Berlin/Deutschland: Nach den Mitgliedern des Deutschen Bundestages stimmt auch der Bundesrat der Neuregelung des Transplantationsgesetzes zu.[23]
- Den Haag/Niederlande: Die gambische Juristin und frühere Justizministerin Fatou Bensouda wird als neue Chefanklägerin des Internationalen Strafgerichtshofs vereidigt.[24]
- Kopenhagen/Dänemark: Das am 7. Juni beschlossene Gesetz zur Anerkennung der gleichgeschlechtlichen Ehe als Zivilehe tritt in Kraft. Zudem ermöglicht die Regierung die kirchliche Trauung von gleichgeschlechtlichen Paaren in der Dänischen Volkskirche, sofern beide Eheleute Kirchenmitglieder sind.[25]

### Samstag, 16. Juni 2012

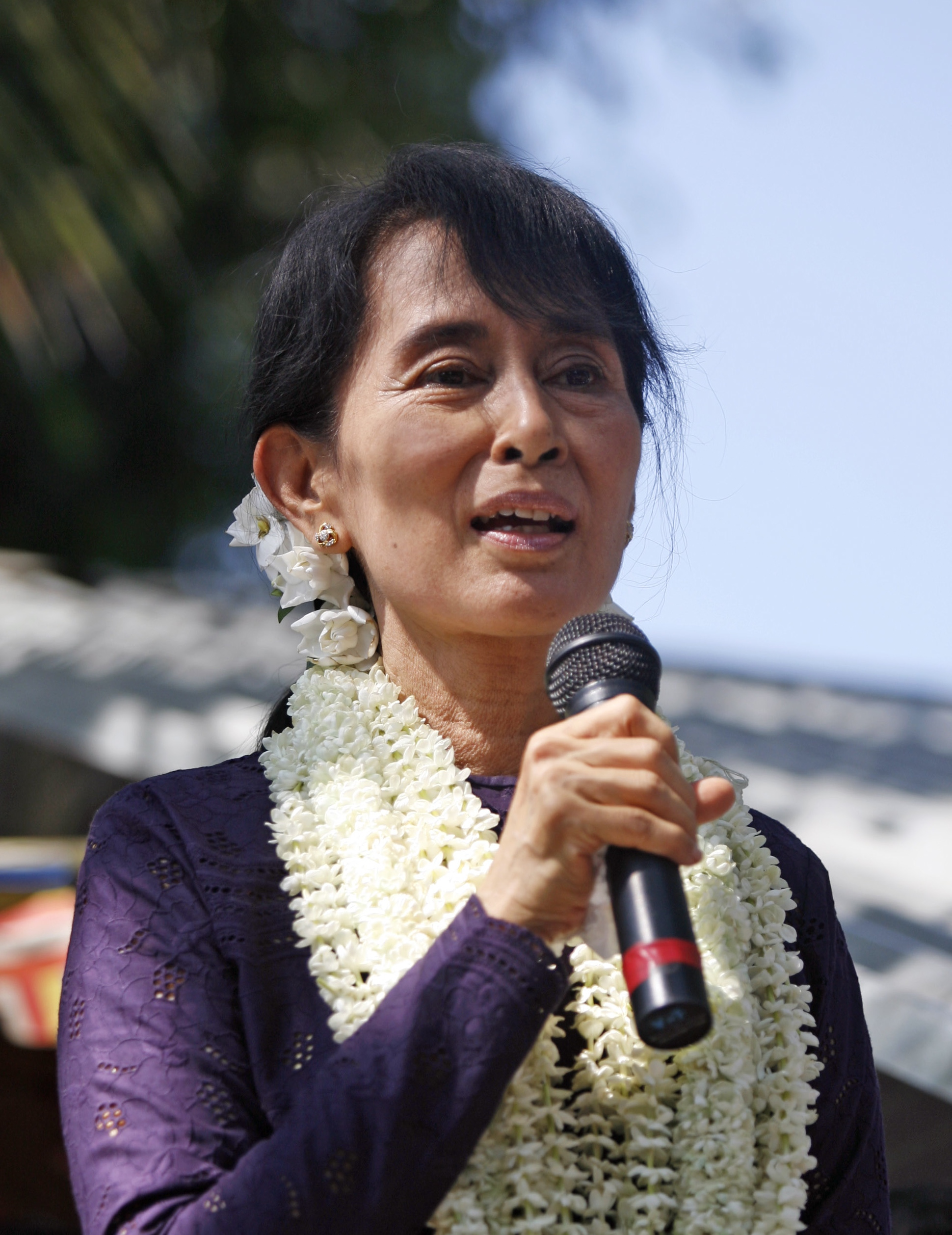
Aung San Suu Kyi

- Kairo/Ägypten: Beginn der zweitägigen Präsidentschaftswahl.[26]
- Niagara Falls / Vereinigte Staaten, Niagara Falls/Kanada: Als erster Mensch überquert der US-amerikanische Hochseilartist Nik Wallenda die Niagarafälle an den Horseshoe Falls mit Hilfe eines von der amerikanischen auf die kanadische Seite gespannten Drahtseils.[27]
- Oslo/Norwegen: Mehr als 20 Jahre nach ihrer Auszeichnung mit dem Friedensnobelpreis hat die jahrelang unter Hausarrest stehende myanmarische Politikerin Aung San Suu Kyi ihre Rede im Osloer Rathaus nachgeholt.[28]
- Tokio/Japan: Um befürchteten Energieengpässen im Sommer zu entgehen, ordnet die Regierung erstmals seit der Nuklearkatastrophe von Fukushima die Wiederaufnahme des Betriebs von zwei Reaktorblöcken des Kernkraftwerks Ōi an.[29]

### Sonntag, 17. Juni 2012
- Athen/Griechenland: Die konservative und den Sparkurs unterstützende Nea Dimokratia von Andonis Samaras geht als stärkste Partei aus der Parlamentswahl in Griechenland hervor.[30]
- Bern/Schweiz: Eidgenössische Volksabstimmungen über die Volksinitiativen „Eigene vier Wände dank Bausparen“ und „Für die Stärkung der Volksrechte in der Aussenpolitik (Staatsverträge vors Volk!)“ sowie über das Krankenversicherungsgesetz bezüglich Managed care.[31]
- Le Mans/Frankreich: Audi Motorsport gewinnt mit dem Audi R18 e-tron quattro zum elften Mal das 24-Stunden-Rennen von Le Mans.[32]
- Paris/Frankreich: Zweite Runde der Parlamentswahl.[33]
- Sörenberg/Schweiz: Der portugiesische Radrennfahrer Rui Costa gewinnt zum ersten Mal die Tour de Suisse.[34]

### Montag, 18. Juni 2012
- Los Cabos/Mexiko: Der siebte G20-Gipfel beginnt.[35]
- Orbit: Als erstes chinesisches Raumschiff führt die Shenzhou 9 ein bemanntes Kopplungsmanöver im All durch und deren Besatzung betritt die provisorische Raumstation Tiangong 1.[36]

### Dienstag, 19. Juni 2012

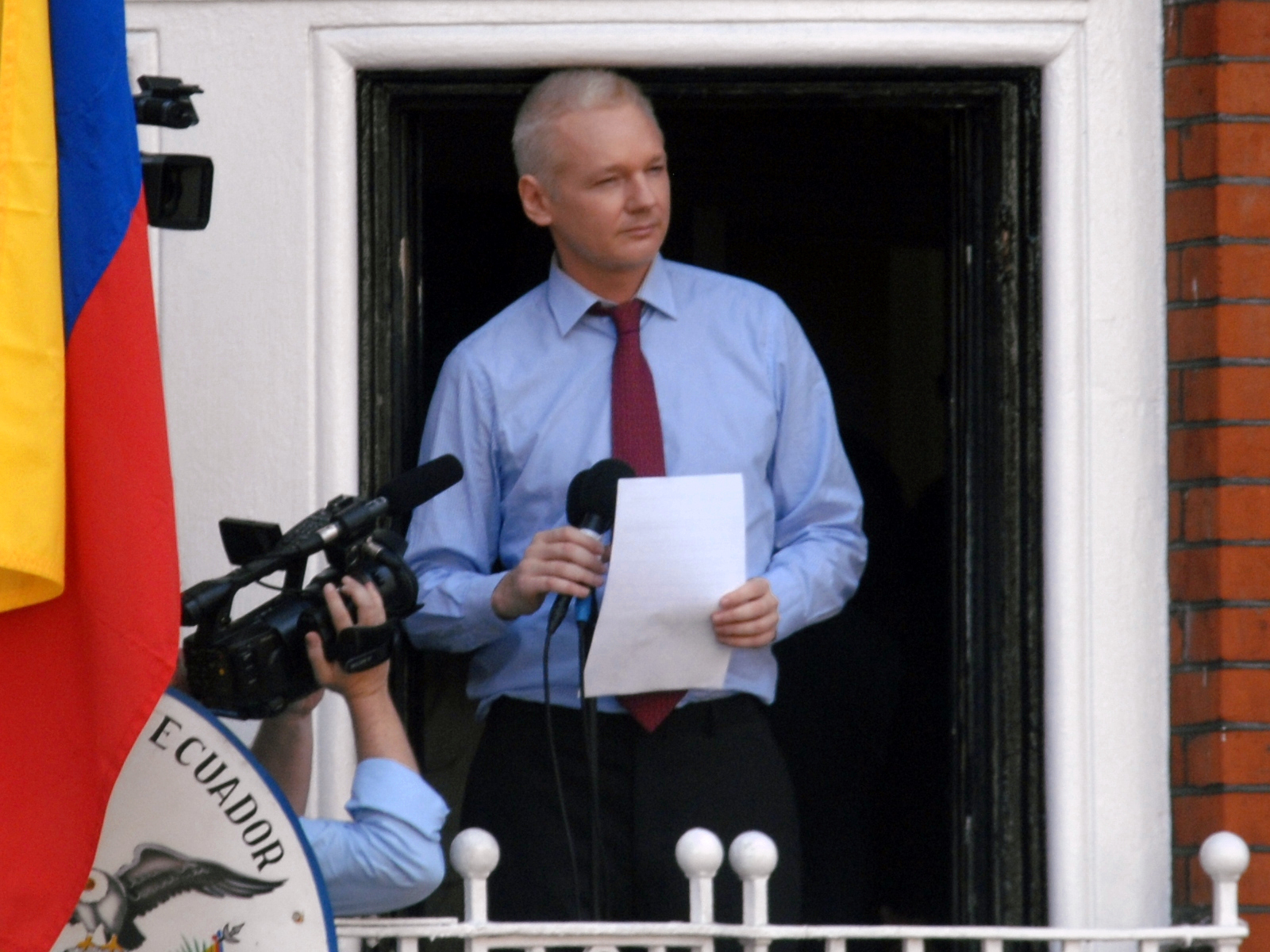
Julian Assange

- Berlin/Deutschland: Die Verbraucherschutzorganisation Foodwatch zeichnet den Babynahrunghersteller Hipp mit dem Negativpreis Goldener Windbeutel aus.[37]
- Islamabad/Pakistan: Der Oberste Gerichtshof Pakistans erklärt Premierminister Yousaf Raza Gilani wegen Missachtung der Justiz für „amtsunfähig“ und fordert Präsident Asif Ali Zardari dazu auf, die Wahl eines neuen Regierungschefs einzuleiten.[38]
- Kairo/Ägypten: Nach einem Schlaganfall wird der ehemalige ägyptische Ministerpräsident Husni Mubarak für klinisch tot erklärt.[39]
- London / Vereinigtes Königreich: Der Australier Julian Assange, Gründer von WikiLeaks, flüchtet in die Botschaft des Landes Ecuador, um einer Auslieferung nach Schweden zu entgehen, und bittet dort um politisches Asyl.[40]

### Mittwoch, 20. Juni 2012

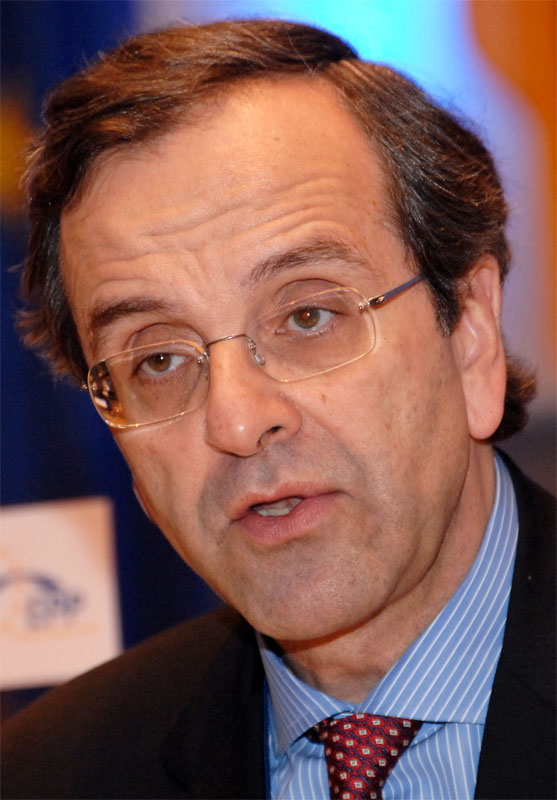
Andonis Samaras

- Athen/Griechenland: Nach der Verständigung auf eine Regierungsbildung mit der sozialistischen PASOK und der Demokratischen Linken wird der Vorsitzende der konservativen Nea Dimokratia, Andonis Samaras, als neuer Ministerpräsident Griechenlands vereidigt.[41]
- Düsseldorf/Deutschland: Fünf Wochen nach ihrem Sieg bei der vorgezogenen Landtagswahl in Nordrhein-Westfalen wird die SPD-Politikerin Hannelore Kraft im ersten Wahlgang als Ministerpräsidentin wiedergewählt.[42]
- Rio de Janeiro/Brasilien: Beginn der zweitägigen Konferenz der Vereinten Nationen über nachhaltige Entwicklung.[43]

### Donnerstag, 21. Juni 2012
- Jakarta/Indonesien: Der Terrorist Umar Patek wird unter anderem wegen seiner Beihilfe zu den Bombenanschlägen auf Bali im Jahr 2002 von einem Gericht zu 20 Jahren Haft verurteilt.[44]
- Washington, D.C. / Vereinigte Staaten: Nach zwei Verkehrsunfällen tritt Handelsminister John Bryson aus gesundheitlichen Gründen von seinem Amt zurück.[45]

### Freitag, 22. Juni 2012

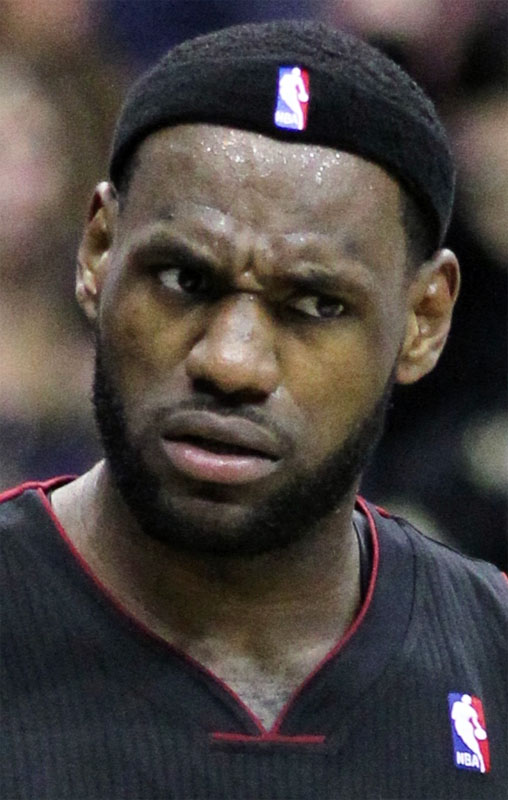
LeBron James

- Asunción/Paraguay: Der bisherige Vizepräsident Federico Franco wird als neuer Staatspräsident eingesetzt, nachdem Vorgänger Fernando Lugo vom Parlament des Amtes enthoben wurde.[46]
- Hatay/Türkei: Ein türkisches Aufklärungsflugzeug vom Typ RF-4E Phantom II wird nahe dem Badeort Ras al-Bassit von der syrischen Luftabwehr abgeschossen.[47]
- Islamabad/Pakistan: Nachdem Yousaf Raza Gilani vom Verfassungsgericht abgesetzt wurde, wird Raja Pervaiz Ashraf zum neuen Ministerpräsidenten gewählt.[48]
- Miami / Vereinigte Staaten: Die Miami Heat um den amerikanischen Basketballspieler LeBron James gewinnen mit einem 4:1 in den Finals über Oklahoma City Thunder den NBA-Titel.[49]

### Samstag, 23. Juni 2012
- Algoma/Kanada: Das Dach des Einkaufszentrums Algo Centre Mall in Elliot Lake in Ontario stürzt teilweise ein. Dabei wird mindestens ein Mensch getötet und 22 weitere werden verletzt.[50]

### Dienstag, 26. Juni 2012
- Berlin/Deutschland: Die deutsche Bundeskanzlerin Angela Merkel lehnt energisch Eurobonds ab.[51]

### Mittwoch, 27. Juni 2012
- Helsinki/Finnland: Beginn der 21. Leichtathletik-Europameisterschaften
- Luxemburg/Luxemburg: Der Europäische Gerichtshof hat eine vor vier Jahren von der EU-Kommission verhängte Kartellstrafe mit einem Bußgeld in Höhe von über 800 Millionen Euro gegen das Unternehmen Microsoft im Wesentlichen bestätigt.[52]
- München/Deutschland: Im Schmiergeldprozess um die Formel 1 ist das ehemalige Vorstandsmitglied der Bayerischen Landesbank, Gerhard Gribkowsky, zu achteinhalb Jahren Haft verurteilt worden.[53]

### Donnerstag, 28. Juni 2012

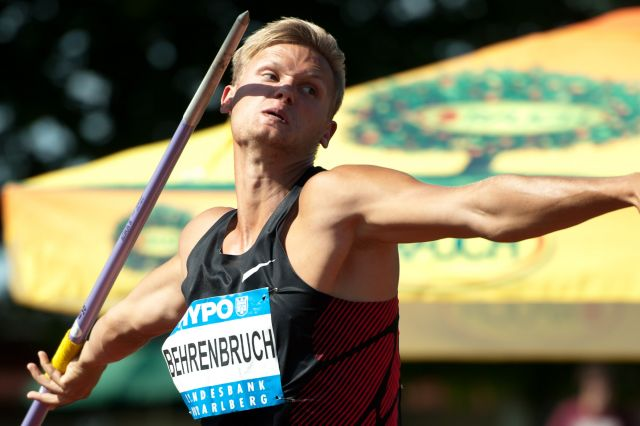
Pascal Behrenbruch

- Helsinki/Finnland: Der Zehnkämpfer Pascal Behrenbruch holte nach 41 Jahren wieder den Europameistertitel im Zehnkampf nach Deutschland.[54]
- Ulaanbaatar/Mongolei: Bei der Parlamentswahl tritt die Revolutionäre Volkspartei erstmals wieder unter dem Namen „Mongolische Volkspartei“ an, den sie im Jahr 1924 ablegte. Im Gegensatz zur letzten Wahl 2008 landet die Volkspartei nur auf Rang 2, während die Demokratische Partei die meisten Abgeordneten stellen wird.[55]
- Washington, D.C. / Vereinigte Staaten: Der Oberste Gerichtshof der Vereinigten Staaten bestätigt im Wesentlichen die Verfassungsmäßigkeit der Gesundheitsreform von Präsident Barack Obama.[56]

### Freitag, 29. Juni 2012

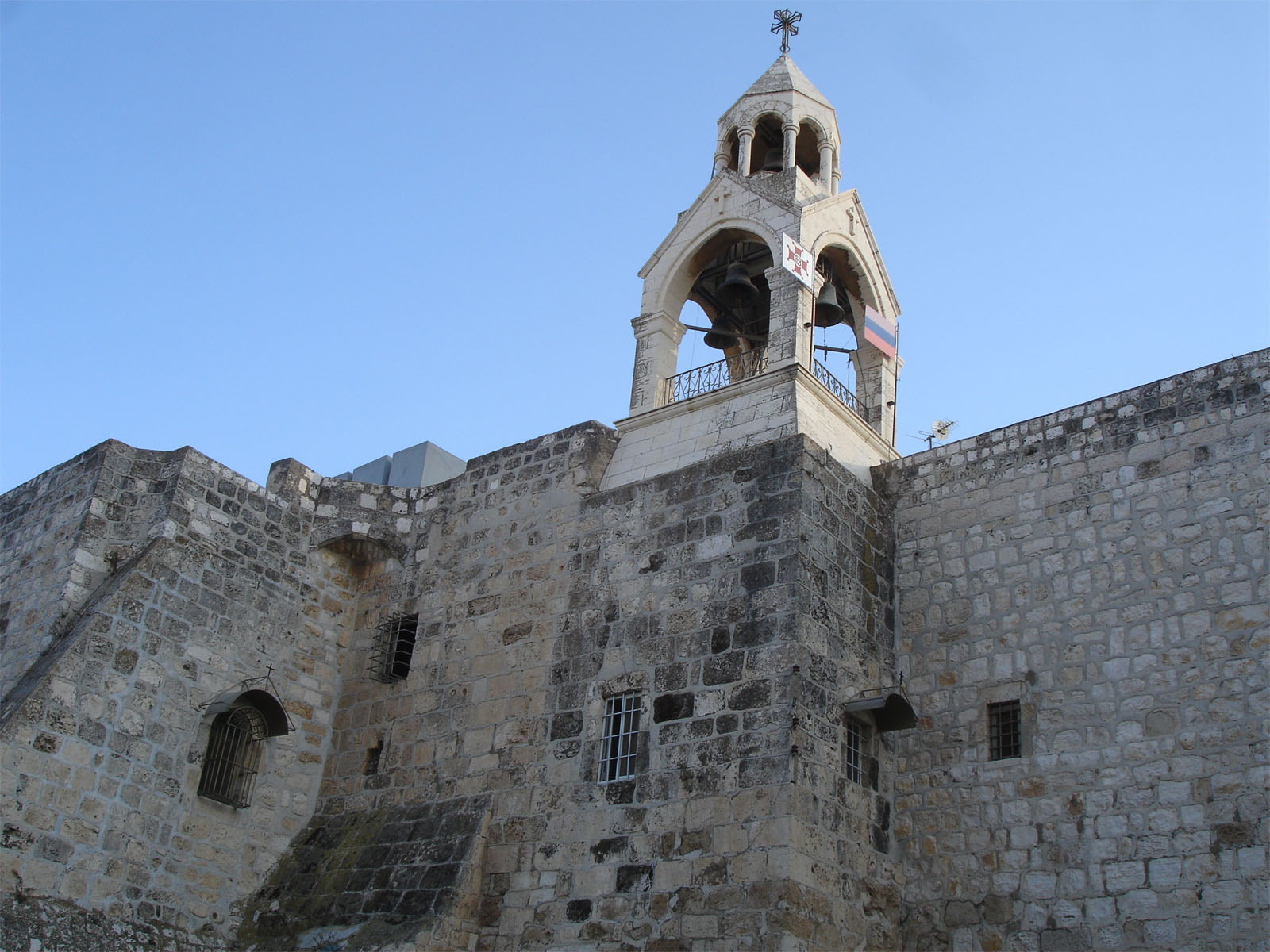
Geburtskirche von Bethlehem

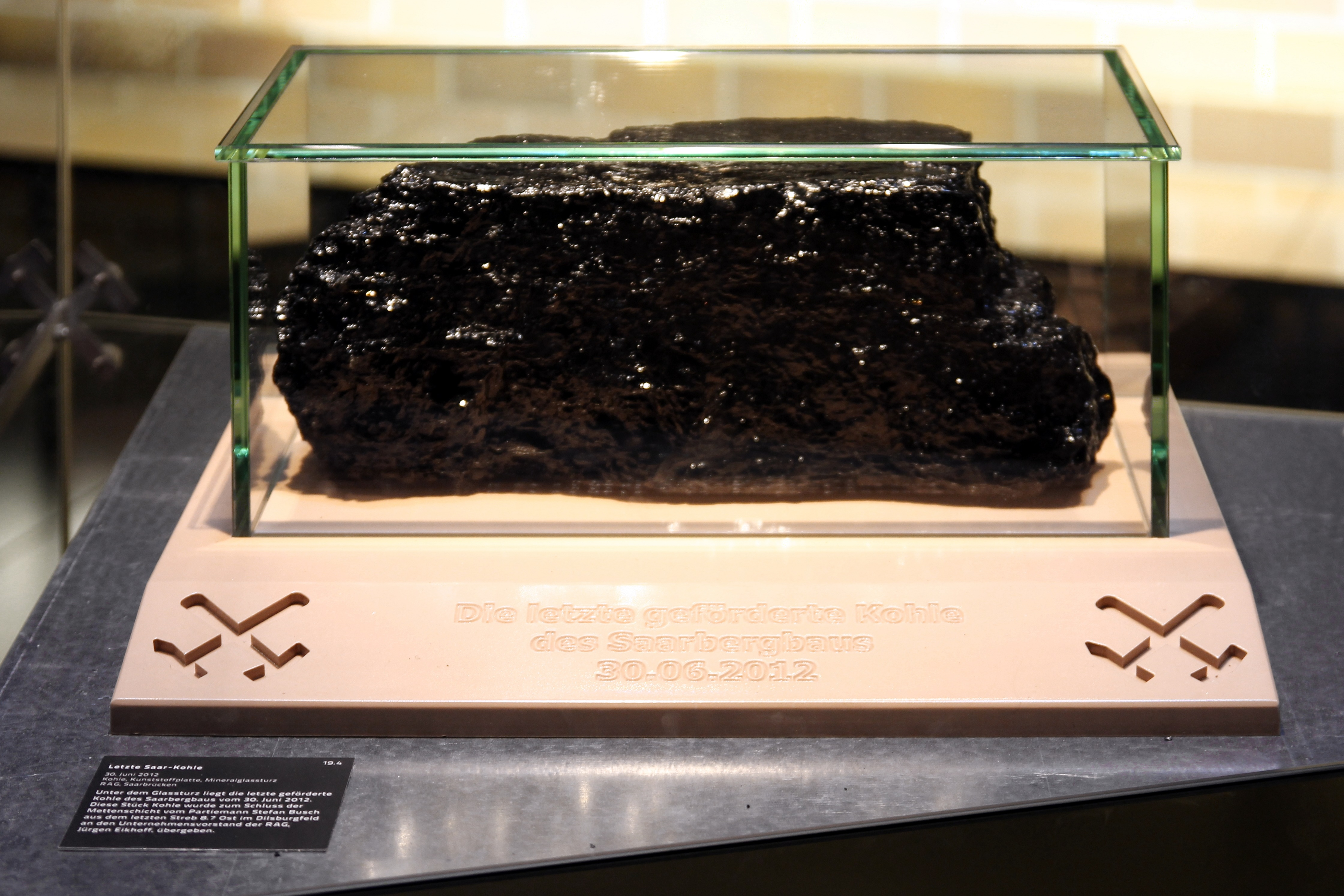
Letzte Steinkohle aus dem Saarland

- Berlin/Deutschland: Der Bundestag und der Bundesrat stimmen dem europäischen Fiskalpakt und dem dauerhaften Rettungsschirm ESM jeweils mit Zweidrittelmehrheiten zu.[57]
- Bethlehem/Palästinensische Autonomiegebiete: Mit der Geburtskirche in Bethlehem wird erstmals ein Kulturdenkmal aus den Palästinensische Autonomiegebieten als UNESCO-Welterbe anerkannt.[58]
- Ensdorf/Deutschland: Nach über 200 Jahren wird mit der Schließung des Bergwerks Saar die Steinkohleförderung im Saarland eingestellt.[59]

### Samstag, 30. Juni 2012
- Reykjavík/Island: Die Präsidentschaftswahl gewinnt Ólafur Ragnar Grímsson.[60]
- Timbuktu/Mali: Islamisten zerstören in den Lehmmoscheen von Timbuktu die Grabstätten von Sidi Mahmud, Sidi Moctar und Alpha Moya und weitere von der UNESCO geschützte Mausoleen.[61]